# Transmutación
La transmutación o trasmutación es un término relacionado con la alquimia, física y química que consiste en la conversión de un elemento químico en otro.
El primer científico que logró la transmutación artificial de elementos químicos fue Ernest Rutherford en 1919, mediante el bombardeo de un átomo de nitrógeno con partículas alfa.
Sin embargo, dicho fenómeno aparece en la naturaleza de forma espontánea en ciertos elementos químicos e isótopos que tienen núcleos inestables. En dichos elementos, se producen fenómenos de radiación (alfa y beta) y de fisión nuclear en donde los elementos van transmutándose en elementos de peso atómico inferior hasta que su núcleo se vuelve estable (normalmente en plomo).
El fenómeno contrario, la transmutación en elementos de mayor peso atómico, se da también a altas temperaturas como las que se registran en el sol, denominándose a dicho proceso fusión nuclear.

## Historia

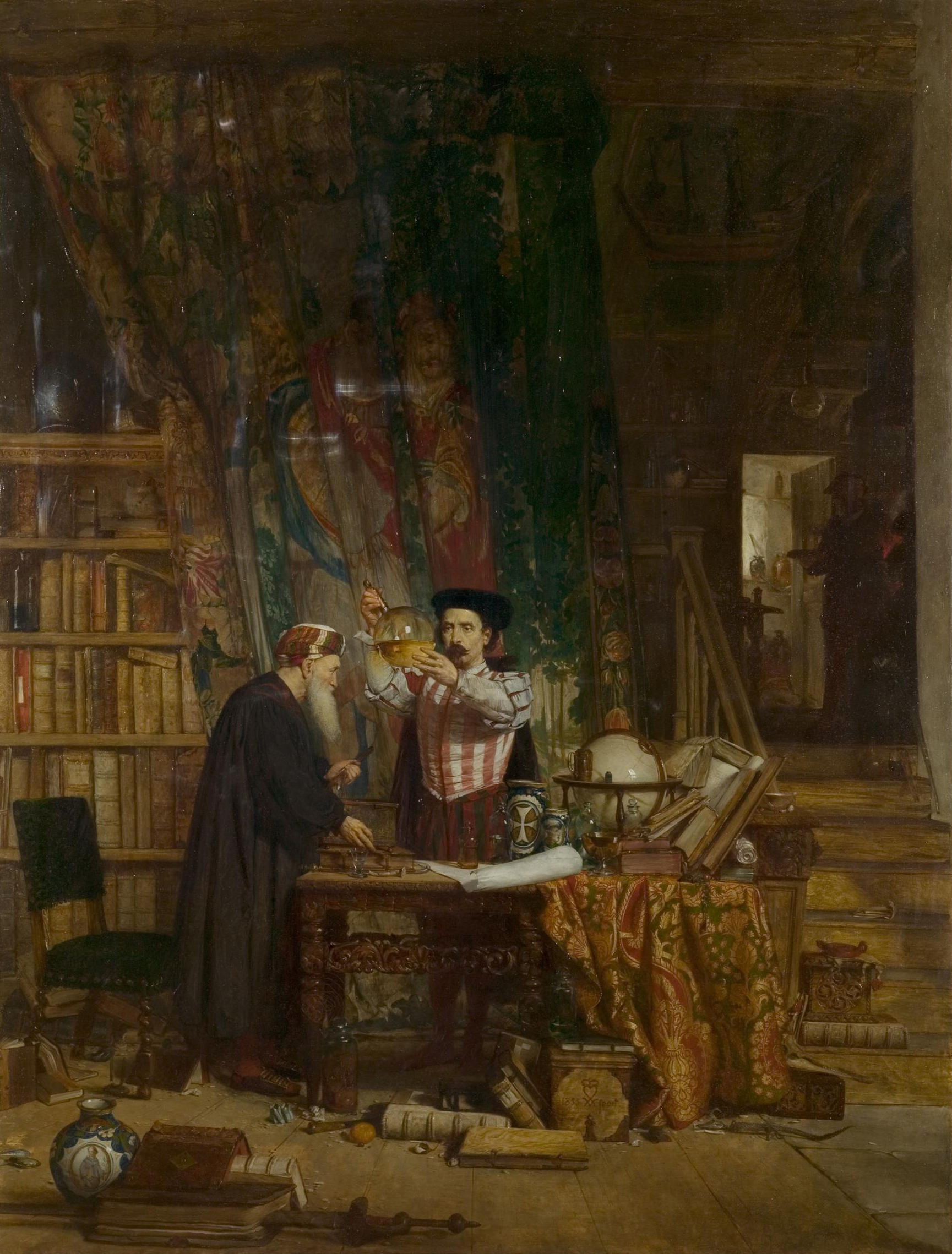
"Renel el alquimista", según Sir William Douglas, 1853.

Desde los tiempos de la Alquimia se creía que esto era posible a base de reacciones químicas. Sobre todo desde que se conocía que la densidad del oro y el plomo eran muy semejantes.
Las manipulaciones de transmutación de los alquimistas se basaban, en su mayor parte, en el conocimiento empírico acumulado en las propiedades de la materia, a lo largo de los milenios por los mesopotámicos, egipcios, griegos y chinos. Los conocimientos adquiridos y los descubrimientos que hicieron fueron utilizados como caldo de cultivo para el surgimiento de la química, a menudo mediante la refutación. Los ejemplos de descubrimientos incluyen la del fósforo por el alquimista de Hamburgo Hennig Brandt en 1669. El mejor ejemplo de refutación es, sin duda, el de flogisto que llevó a Lavoisier a sentar la ley de conservación de la materia y fundar la química sobre una base sólida.
Corentin Louis Kervran se centró en los casos de presuntas transmutaciones biológicas desde 1960, incluyendo la gallina que transformaría el calcio de sílice para producir la cáscara del huevo.
Desde el descubrimiento del átomo se sabe que esto no es posible químicamente. Las reacciones químicas afectan tan sólo a los electrones de la corteza. La transmutación implica la alteración de los núcleos atómicos, lo que es un proceso totalmente diferente. Para cambiar un elemento en otro hay que modificar el número de protones que hay en el núcleo. El plomo tiene 82 protones y el oro 79. Así que para convertir el plomo en oro debe perder tres protones. No solo es teóricamente posible, también se ha hecho en la práctica; pero para hacerlo se necesita consumir mucha energía, tanta que el oro resultante es más caro que comprarlo en el mercado. Es decir, es posible, pero no es una fuente económica de conseguirlo.

## Nota
1. ↑  Carl Sagan (19 de diciembre de 2006). Cosmos. Edicions Universitat Barcelona. pp. 162-. ISBN 978-84-475-3131-8. Consultado el 4 de julio de 2012.
2. ↑  Josep M. Amigó; Luis E. Ochando Gómez; Luis E. Ochando (2002). Geologia I Química Del Cosmos I de la Terra. Universitat de València. pp. 15-. ISBN 978-84-370-5264-9. Consultado el 4 de julio de 2012.